# Internationalisme institutionnel
Ne doit pas être confondu avec Internationalisme.
 (mars 2010).
Si vous disposez d'ouvrages ou d'articles de référence ou si vous connaissez des sites web de qualité traitant du thème abordé ici, merci de compléter l'article en donnant les références utiles à sa vérifiabilité et en les liant à la section « Notes et références ».
L’internationalisme institutionnel est un concept de la théorie des relations internationales, désignant un supranationalisme qui prône le développement de la coopération institutionnelle entre États-nations.

## Description
Il vise une organisation du monde basée sur le développement des accords et échanges entre les États-nations et des institutions de concertation et coopération entre eux, sous la forme notamment d'organisations internationales.
L'internationalisme, basé sur des relations intergouvernementales, repose sur la volonté des États-nations et de leurs dirigeants. Il ne doit pas être confondu avec le mondialisme qui vise la mondialisation démocratique ou l’unité politique du monde, avec des institutions supranationales et démocratiques, éventuellement fédérales.
Le XXe siècle a connu à la fois l'exacerbation des nationalismes et la naissance et le développement d'un important réseau d'organisations internationale, à l'échelle mondiale comme l'Organisation des Nations unies et ses organisations satellites. Au niveau régional, l'intégration européenne est une formule innovante d'union supranationale, l'Union européenne combinant l'intergouvernementalisme avec une dose de fédéralisme, et paraissant faire école dans d'autres régions du monde (comme le montre par exemple la Déclaration de Cuzco).
La mondialisation est un facteur qui devrait logiquement accentuer ce mouvement de rapprochement des nations. Toutefois elle fait apparaître par réaction des attitudes souverainistes, nationalistes, communautaristes, intégristes et protectionnistes menaçant cette évolution en poussant à la division. Face à ces deux phénomènes (montée des nationalismes et montée de la mondialisation, l'attitude internationaliste prône le multiculturalisme : à faire coopérer les différentes nations, cultures, langues, etc., mondiales dans un total respect mutuel et dans un but de collaborations internationales.

## Théoriciens de l'internationalisme institutionnel
Woodrow Wilson, en 1918, prononce un discours au Congrès donnant la liste des 14 points nécessaires à l’obtention de la paix : « The world must be made safe for democracy » (La paix dans le monde pour l'établissement de la démocratie), réclame notamment la création d'une « League of Nations » (SDN).
Nelson Rockefeller prend des responsabilités au sein du gouvernement américain dans le cadre des collaborations inter-américaines et qui eut un rôle déterminant au côté du secrétaire d'état Stettinius lors de la fondation de l'ONU.
Edward Stettinius est secrétaire d'État sous les présidences Roosevelt et Truman et joue un rôle important dans la création des Nations unies.